# Eric Pickles

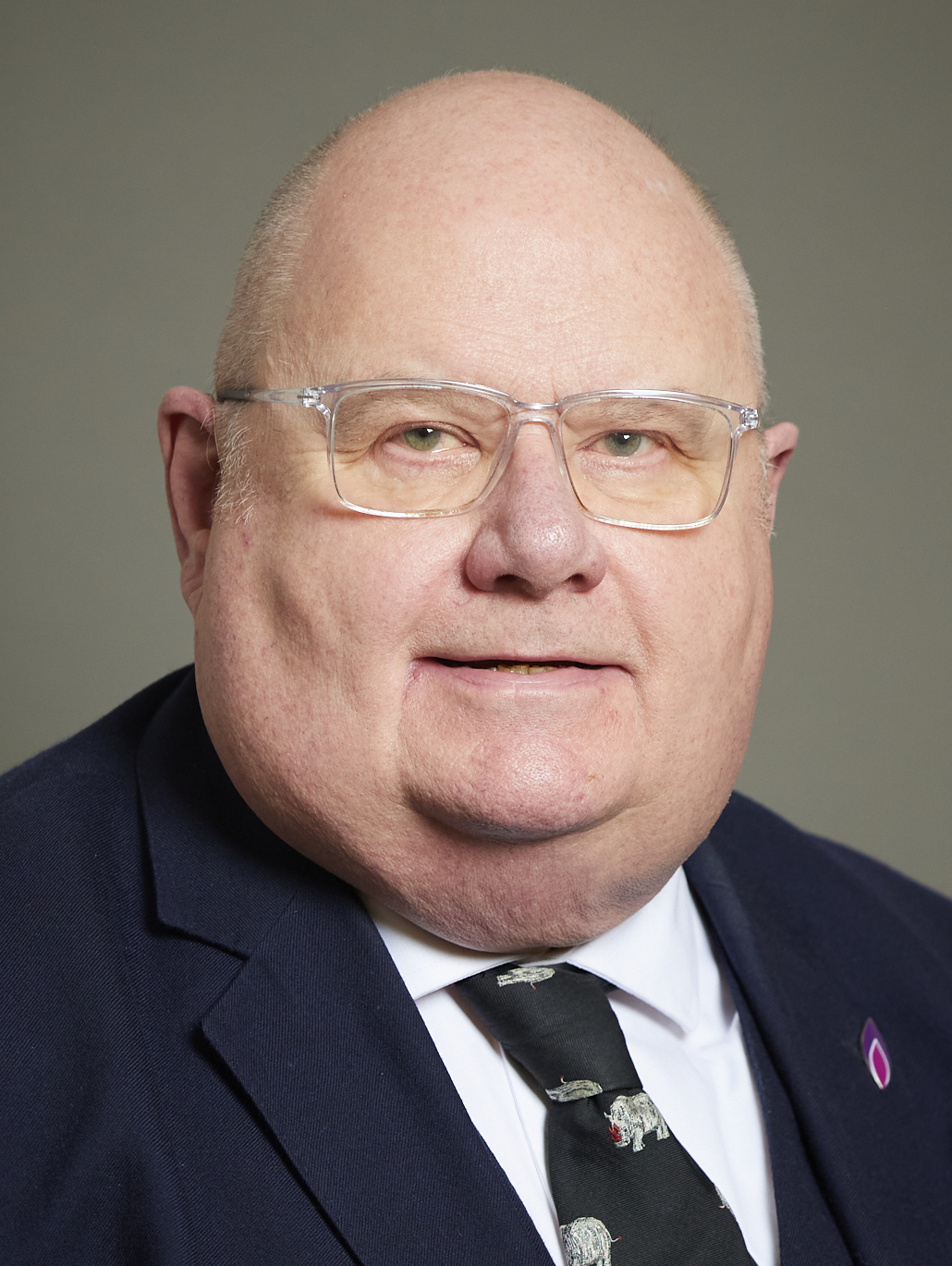
Eric Pickles 2024

Eric Jack Pickles, född 20 april 1952 i Keighley, är en brittisk konservativ politiker. Han var kommunminister (Secretary of State for Communities and Local Government) i regeringen Cameron från den 12 maj 2010 till den 11 maj 2015. Han representerar valkretsen Brentwood and Ongar i brittiska underhuset sedan 1992. Pickles var ordförande för det konservativa partiet mellan 2009 och 2010.
I sin ungdom under uppväxten i Yorkshire hade Pickles kommunistiska sympatier. Han blev dock konservativ redan som tonåring i protest mot Sovjetunionens invasion av Tjeckoslovakien.